# Isodemis quadrata
Isodemis quadrata is een vlinder uit de familie van de bladrollers (Tortricidae). De wetenschappelijke naam van de soort is voor het eerst geldig gepubliceerd in 2011 door Ying-Hui Sun & Hou-Hun Li.

## Type
- holotype: "male. 9.VIII.2003. coll. Xinpu Wang and Huaijun Xue. genitalia slide no. WXP03332"
- instituut: ICCLS, Nankai University, Tianjin, China
- typelocatie: "China, Xizang (Tibet) Autonomous Region: Hanmi, Medog County, 29°13'N, 95°18'E, 2380 m"